# Moorse warenkever
De moorse warenkever (Tenebroides mauritanicus) is een keversoort uit de familie schorsknaagkevers (Trogossitidae). De wetenschappelijke naam van de soort werd in 1758 gepubliceerd door Carl Linnaeus.
Deze kever heeft een kosmopolitische verspreiding waarbij hij gebruik heeft gemaakt van de internationale handel en koopvaardij. Het is een veel voorkomend plaaginsect in graansilo's, pakhuizen, molens en dergelijke, waar het graan, meel, noten, zaden, gedroogde vruchten en groenten teistert. Op schepen tastten de larven vaak de voorraad scheepsbeschuit aan. C. mauritanicus is ook een carnivoor insect dat andere insecten, vooral larven, vreet. In de natuur vindt men de kever soms op dood hout of onder de bast van bomen.